# Власенко, Николай Поликарпович
Никола́й Полика́рпович Власенко (1912 — 11 октября 1941) — политрук Рабоче-крестьянской Красной Армии, участник Польского похода РККА, советско-финской и Великой Отечественной войн, Герой Советского Союза (1940).

## Биография
Николай Власенко родился в 1912 году в селе Широкий Уступ (ныне — Калининский район Саратовской области) в семье крестьянина.
В 1932 году он вступил в ВКП(б). В 1933—1935 годах проходил службу в Рабоче-крестьянской Красной Армии. Окончил педагогический рабфак, в 1938—1939 годах работал директором политпросветшколы города Бор Горьковской области. В 1939 году Власенко был повторно призван в армию. Участвовал в Польском походе РККА. Отличился в ходе советско-финской войны, в которой участвовал в качестве военного комиссара батальона 271-го мотострелкового полка 17-й мотострелковой дивизии 13-й армии Северо-Западного фронта.
11—18 февраля 1940 года, заменив собой выбывшего из строя командира батальона, Власенко умело руководил боевыми действиями. 23—27 февраля на реке Салменкайте он принял активное участие в прорыве вражеского укрепрайона и захвате трёх дотов. 11 марта 1940 года на реке Вуокса Власенко участвовал в отражении нескольких вражеских контратак.
Указом Президиума Верховного Совета СССР от 7 апреля 1940 года за «мужество и героизм, проявленные в боях с белофиннами» политрук Николай Власенко был удостоен высокого звания Героя Советского Союза, с вручением ордена Ленина и медали «Золотая Звезда» за номером 293.
В 1941 году Власенко учился в адъюнктуре Военно-политической академии.
В начале Великой Отечественной войны он стал командиром танкового взвода.
11 октября 1941 года, в ходе Орловско-Брянской оборонительной операции, политрук Власенко возглавлял группу из четырёх танков Т-34 11-й танковой бригады, выполняя задачу по выводу из окружения (или их уничтожению, в случае невозможности вывода) нескольких установок «Катюш» из состава 9-го гвардейского минометного полка, оставленные в Мценске после отхода советских войск. Группе удалось прорваться в город. Танк Власенко ближе всех подобрался к «Катюшам» и исходя из сложившейся ситуации (точные обстоятельства не известны), политрук вызвал огонь артиллерии на себя. Танк погиб вместе с экипажем, но установки были уничтожены. Похоронен в Мценске.
Был также награждён рядом медалей. Памятники Власенко установлены в Боре и Мценске, в последнем в честь него также названа улица.

## Память
- Мемориальная доска в память о Власенко установлена Российским военно-историческим обществом на здании Широкоуступской средней школы, где он учился.
- Мемориальная доска на здании краеведческого музея г.Бор, где ранее располагалась политпросветшкола, директором которой Н.П.Власенко был в 1938-1939 г.г.